# Cure for Me
"Cure for Me" é uma canção gravada pela cantora e compositora norueguesa Aurora, para seu quarto álbum de estúdio, The Gods We Can Touch (2022). Foi lançada em 7 de julho de 2021, pela Decca e Glassnote Records, como o segundo single do álbum. Uma canção de electropop, disco, europop e dance-pop com elementos de EDM, interpola "Aquarela do Brasil", escrita pelo compositor brasileiro Ary Barroso. A canção foi inspirada na terapia de conversão e na comunidade LGBTQIA+, discutindo como as pessoas "não precisam de uma cura" para serem elas mesmas. Aurora e Magnus Skylstad escreveram e produziram "Cure for Me".

## Certificações
| Região                                                        | Certificação | Vendas  |
| ------------------------------------------------------------- | ------------ | ------- |
| Brasil (Pro-Música Brasil)                                    | Platina      | 40,000‡ |
| ‡ Números de vendas+streaming baseados apenas na certificação |              |         |